# Padam Padam
"Padam Padam" is een nummer van de Australische zangeres Kylie Minogue uit 2023.

## Achtergrond
De single is op 18 mei 2023 uitgebracht, vooruitlopend op haar zestiende studioalbum Tension. De titel van het nummer is een onomatopee voor een hartslag. Dit nummer is niet de eerste met deze onomatopee, Édith Piaf bracht in 1951 het nummer "Padam Padam..." uit. Het nummer wordt beschreven als "hypnotische electromuziek".
Het nummer werd bekend dankzij de videoclip, waarin Minogue in een rood gewaad danst, en sociale media als TikTok, waar veel gebruikers de dans na gingen doen. Ook de Amerikaanse vice-president Kamala Harris deed hier aan mee. Daarnaast werd het nummer populair binnen lgbt-kringen en werd het gezien als het lijflied van de pride-maand 2023.
Vervolgens waaide het succes over naar de radiostations. In het Verenigd Koninkrijk haalde de single de achtste positie in de UK Singles Chart, waardoor dit Minogues 52e Britse top 40-hit was en de jaren '20 het vijfde decennium op rij zijn waarin Minogue een Britse top 10-hit scoort. In thuisland Australië bracht de single het tot de negentiende positie. De single haalde verder de top 10 in onder meer Kroatië en Ierland. In België kwam de single op de 37e positie de Vlaamse Ultratop 50 binnen en in de Vlaamse Radio 2 Top 30 op de dertigste positie.
In Nederland werd de single in week 28 van 2023, nadat de plaat in veel andere landen al een tijd in de hitlijsten stond, uitgeroepen tot Alarmschijf op de commerciële radiozender Qmusic. Op 14 juli 2023 kwam Padam Padam de Nederlandse Top 40 binnen. In de 538 Top 50 kwam de single op de 31e positie de lijst binnen. In de Single Top 100 kwam de single op de 97e positie binnen.
Bij de uitreiking van de 66e Grammy Awards won Minogue met "Padam Padam" de Grammy Award for Best Pop Dance Recording.

### Nederlandse Top 40
| Hitnotering: 15-07-2023 tot heden | Hitnotering: 15-07-2023 tot heden | Hitnotering: 15-07-2023 tot heden | Hitnotering: 15-07-2023 tot heden | Hitnotering: 15-07-2023 tot heden | Hitnotering: 15-07-2023 tot heden | Hitnotering: 15-07-2023 tot heden | Hitnotering: 15-07-2023 tot heden | Hitnotering: 15-07-2023 tot heden | Hitnotering: 15-07-2023 tot heden | Hitnotering: 15-07-2023 tot heden | Hitnotering: 15-07-2023 tot heden | Hitnotering: 15-07-2023 tot heden | Hitnotering: 15-07-2023 tot heden |
| Week:                             | 1                                 | 2                                 | 3                                 | 4                                 | 5                                 | 6                                 | 7                                 | 8                                 | 9                                 | 10                                | 11                                | 12                                | 13                                |
| --------------------------------- | --------------------------------- | --------------------------------- | --------------------------------- | --------------------------------- | --------------------------------- | --------------------------------- | --------------------------------- | --------------------------------- | --------------------------------- | --------------------------------- | --------------------------------- | --------------------------------- | --------------------------------- |
| Positie:                          | 35                                | 28                                | 24                                | 23                                | 18                                | 18                                | 21                                | 23                                | 23                                | 29                                | 30                                | 31                                | 39                                |